# Haul-video
Een haul-video is een online video waarin iemand zijn of haar aankopen filmt en bespreekt. Hierbij wordt uitvoerig ingegaan op de shopervaring, waaronder de sfeer, het passen, uitproberen of proeven en de prijs. De Engelstalige term haul betekent zoveel als vangst of opbrengst, een verwijzing naar de 'gevangen' consumptiegoederen van die dag, week of maand.

## Beschrijving
De groei aan populariteit van haul-video's kwam vanaf circa 2007. Mensen gingen steeds vaker video's plaatsen over hun gekochte producten, om hier een kort verslag van te doen. Naast videoplatform YouTube spreidde het concept zich ook uit over andere platforms van bijvoorbeeld Facebook. De video's zijn vooral populair onder jonge vrouwen die make-up, kleding, accessoires, sieraden, voedsel, speelgoed, boeken, schoolspullen en andere producten bespreken.
Soms worden influencers door producenten betaald in contanten of in natura om hun producten met een haul-video in de kijker te zetten. Dit gebeurt omdat de meeste haul-video's weinig negatieve respons hebben, en dus aantrekkelijk zijn voor de producent als commercieel middel.
Het genre haul-video is nauw verwant aan de uitpakvideo (unboxing), waarin iemand een pakket of doos uitpakt voor de camera, om deze ervaring en het product vervolgens te filmen en te bespreken.